# Black Christmas (film 2019)
Black Christmas è un film del 2019 diretto da Sophia Takal e scritto da Takal e April Wolfe.
È il secondo remake, dopo quello del 2006, dell'omonimo film canadese del 1974. Il cast è composto da Imogen Poots, Lily Donoghue, Aleyse Shannon, Brittany O'Grady, Simon Mead, Caleb Eberhardt e Cary Elwes.

## Trama
Lindsay, studentessa dell'Hawthorne College, viene assassinata da un individuo incappucciato tramite una stalattite di ghiaccio, mentre torna a casa.
Il resto del College si prepara per le vacanze di Natale.
Nella consorellanza Mu Kappa Epsilon (MKE), una delle ragazze, Riley, sta ancora cercando di superare lo stupro da parte di Brian Huntley, capo della confraternita Delta Kappa Omicron (DKO).
Le sue amiche del cuore e consorelle, Kris, Jesse, Marty ed Helena, parteciperanno ad un talent show di Natale, dopo che la prima si è procurata la rivalità della DKO e del professor Gelson, con delle petizioni da loro non accolte, come lo spostamento del busto del fondatore della scuola, Calvin Hawthorne, o la richiesta di licenziamento nei confronti del professor Gelson, per il rifiuto irremovibile di insegnatare o far leggere libri scritti da donne.
Il giorno del talent show, Riley si reca dietro le quinte e trova dei membri della DKO eseguire uno strano rituale, e poi uno di loro aggredire sessualmente Helena.
Riley trae in salvo l'amica e prende il suo posto nello spettacolo. Riley, accorgendosi della presenza di Brian nella folla, organizzandosi con le sue amiche, canta una canzone dove annuncia il culto dello stupro nella DKO e indica che Brian la ha violentata.
Nel frattempo Helena viene rapita dall'assassino di Lindsay.
Un giorno Riley ha uno strano incontro col professor Gelson e viene in possesso di una misteriosa lista dove sono scritti i nomi di tutte le ragazze delle confraternite.
Mentre la protagonista cerca di scoprire il più possibile sulla faccenda e di capire dove possa essere finita Helena, Franny, un'altra ragazza della confraternita di Riley, viene strangolata a morte dall'assassino con delle luci di Natale, quando rimane sola in casa. 
Quella notte, Riley, Kris, Marty e Jesse tornano a casa. 
Quest'ultima sale in soffitta per prendere delle decorazioni, ma viene sorpresa dall'assassino che la uccide brutalmente e abbandona il suo cadavere nella mansarda. 
Successivamente Kris scopre il corpo di Jesse e le tre sopravvissute vengono attaccate dall'assassino, armato di arco, che ferisce Marty. 
Riley esce allo scoperto armata e trova Nate, il fidanzato di Marty, sopraggiunto in quel momento. Ma Riley ha solo il tempo di avvertirlo di cosa sta succedendo prima che anche il ragazzo venga assassinato. 
Riley viene attaccata dallo psicopatico, ma riesce ad ucciderlo infilzandogli il collo con delle chiavi.
Kris e Marty la raggiungono, ma le tre vengono attaccate da due ulteriori individui mascherati. 
Riley e Kris uniscono le forze e riescono ad ucciderli, ma Marty muore a causa della ferita inflittale poco prima.
Riley e Kris smascherano gli assassini, e scoprono che sono dei membri della DKO, ma che al posto del sangue hanno un liquido nero.
Le due scappano nell'auto di Nate, e Riley ipotizza che tutto sia collegato allo strano rituale che aveva visto eseguire dai membri della DKO.
La ragazza insiste per andare a fermare la confraternita, a scopo di evitare che altre ragazze vengano uccise, ma Kris dice che sarebbe meglio avvertire la polizia, così le due litigano e si separano.
Kris raggiunge la casa della confraternita di Lindsay, dove le sue compagne vengono anche esse attaccate dai membri della DKO, che hanno anche ucciso un poliziotto. Kris aiuta le ragazze ed insieme eliminano tutti gli assassini.
Riley, nel frattempo, raggiunge la casa della confraternita e grazie all'aiuto di Landon, un confratello innamorato di lei, e senza cattive intenzioni come gli altri, riesce ad entrare.
Lì trova Helena legata, ma ancora viva, ma mentre cerca di aiutarla, Riley all'improvviso perde i sensi.
Si risveglia legata e con tutta la DKO ed il professor Gelson davanti. Quest'ultimo le spiega che tutti i membri della confraternita (tranne Landon) hanno venduto la loro anima ad Hawthorne tramite il rituale e lo spirito del fondatore del college li ha posseduti con il liquido nero per uccidere tutte le donne che uscissero fuori dai ranghi nel suo istituto.
Riley scopre anche che Helena ha sempre lavorato per la confraternita, rubando degli oggetti alle sue consorelle per dargli ai DKO e permettergli di rintracciarle per ucciderle.
Helena viene comunque uccisa da uno dei membri che le spezza il collo, nonostante avesse promesso che sarebbe stata una "buona donna" per la confraternita.
Anche Riley sta per essere uccisa da uno di loro, ma all'improvviso entrano in scena Kris e le consorelle di Lindsay, che la salvano ed armate danno battaglia alla DKO.
Kris dà fuoco alla casa, mentre Riley riesce a superare Brian e a distruggere il busto di Hawthorne, che dava potere a tutti i posseduti.
A quel punto i confratelli vengono rinchiusi nella casa in fiamme, e mentre Riley, Kris, Landon, e le consorelle di Lindsay riescono a scappare; il professor Gelson, Brian ed il resto dei membri rimasti della DKO, periscono nel rogo.
In una scena a metà dei titoli di coda, si vede il gatto della consorellanza che lecca il liquido nero.

## Distribuzione
Il trailer è stato pubblicato il 5 settembre 2019. Il film è stato distribuito negli Stati Uniti a partire dal 13 dicembre 2019.
In Italia l'uscita era stata fissata inizialmente per il 12 dicembre del medesimo anno per poi venire cancellata. Il film è uscito direttamente in internet il 28 marzo 2020.